# Tokio (película de 2015)
Tokio es una película argentina de comedia romántica de 2015 dirigida por Maxi Gutiérrez. El elenco está compuesto por Graciela Borges, Luis Brandoni y Guillermina Valdés. La película hizo su aparición en cartelera el 21 de mayo del mismo año.

## Sinopsis
Bourbon es un club de jazz de la ciudad que el destino reservó para juntarlos. Nina viene desde muy lejos y carga con un pasado de recuerdos y frustraciones difíciles de abandonar. Goodman es un pianista acostumbrado a andar de gira. Un hombre desapegado y de pocas expectativas. Ambos, incrédulos a la sorpresa, se encuentran con la risa y los deseos mutuos de una seducción en la barra del Bourbon Bar. La química entre ellos es inmediata y la relación comienza a tomar vuelo. Sin embargo, los fantasmas del pasado, las frustraciones y heridas sin cerrar, condicionan las reglas del encuentro. Nina ha sufrido por un engaño y no soporta la mentira. Sospecha que Goodman no es tan honesto como dice –una mujer lo llama insistentemente-. Goodman no tiene demasiadas vueltas para decir lo que piensa, aunque esté mintiendo descaradamente. Sabe que la noche es corta y no quiere desperdiciar la oportunidad de lograr una conquista. Nina está volviendo de un largo viaje y Goodman tiene como próximo destino Tokio. Ambos concluyen que lo mejor será comportarse como dos extraños. Disfrutar de haber coincidido esa noche y luego despedirse sin mirar atrás.

## Reparto
- Graciela Borges como Nina
- Luis Brandoni como Goodman
- Guillermina Valdés como Julieta Kauffmann
- Claudio Corbelli como Ricky
- Ricardo Bertone como Amilcar
- Carlos Liberto como Barman
- Luz Ángela Osorno como Rita
- Rubén Gómez como Músico baterista
- David Albano como Fredy
- Ayelén Beltramino como Joven
- Santiago Salomón como Barman
- Alcides Coronel como Clarinetista
- Gabriela Acevedo Gidkov como Mujer de limpieza

## Recepción

### Crítica
Tokio recibió pésimas reseñas por parte de los críticos de cine. El sitio especializado TodasLasCríticas le otorga a la película una calificación de 46 sobre 100 basado en 22 críticas. Javier Porta Fouz del diario La Nación sostuvo que: «No hay puesta en escena que dinamice mínimamente las acciones (...) Hay metáforas banales (...) y una escasez de acciones y de gracia inexplicable con dos actores como Luis Brandoni (...) y la exquisita Graciela Borges.». Por su parte Pablo O. Scholz del diario Clarín mencionó en su evaluación: «Graciela Borges y Luis Brandoni actúan y recitan lo que les marca el guion, y de no ser por ellos, el resultado sería anodino.»
Además Horacio Bernades de Página/12 dijo: «Más que historia de amor, la de Tokio es la historia de un levante. (...) La película se impregna de un clima espeso y fúnebre, en sentido contrario del optimismo ligero que seguramente se buscaba transmitir.» Lilian Lapelle del portal Cine y Medios concluyó en su nota: «Una buena idea y dos excelentes actores no son suficiente para llevar adelante un guion flojo, con diálogos que nunca llegan a construir tensión entre los personajes, con quienes logramos sentir empatía, pero aun así nos aburrimos.»
Además de denotar detalles sobre el uso inadecuado de recursos cinematográficos, Fernanda Miguel de Cinergia Blog dijo acerca de la actuación de Valdés: «(...)el papel de Guillermina Valdés, tiene por reloj unos cinco minutos y la verdad es que su intento de actuación deja en evidencia el amiguismo con el director.»

### Comercial
Más que nada por convocar actores de renombre, la película prometía un desempeño aceptable en las salas argentinas. Sin embargo la escasa presencia de público tras su estreno se vio influenciado más que nada por las malas críticas, razón por la cual su estreno solo atrajo a 19.010 espectadores en 67 pantallas. Hasta la fecha la película convocó a 26,664 espectadores. De todas formas la película se encuentra entre las 20 películas nacionales más vistas en el año.